# Donna blu/Ho bisogno di te
Donna blu/Ho bisogno di te è il secondo (ed ultimo) singolo solista di Piero Cassano, pubblicato dalla Ariston (catalogo AR 00935) nel 1982.

## Descrizione
I testi sono scritti da Cristiano Minellono, mentre le musiche sono composte da Piero Cassano.
Sia gli arrangiamenti che la direzione orchestrale, sono di Massimo Salerno.
Il brano presente sul lato A (del disco) è la sigla iniziale della 3ª edizione del programma televisivo Fresco fresco.

## Tracce
Edizioni musicali Fun House.
1. Donna blu (Sigla del programma televisivo Fresco fresco) – 3:01
2. Ho bisogno di te – 3:30